# Anton Majaron
Anton Majaron, slovenski pripovednik, * 23. januar 1876, Borovnica, † 30. april 1898, Borovnica.
Anton Majaron, brat pravnika in politika Danila Majarona, je po končani gimnaziji v Ljubljani začel na Dunaju študirati pravo. Kot gimnazijec je bil v šolskem letu 1894/1895 član Zadruge, na Dunaju pa 1896/1897 član literarnega kluba. Pod imenom Lovro Slavec je v listih Slovenski narod in Edinost objavil več živahno, duhovito napisanih literarnih sestavkov, ki kažejo njegov pripovedni talent. 